# 安達まり
安達 まり（あだち まり、1971年8月10日 - ）は、日本の女性声優。アクセント所属。

## 来歴
以前は青二プロダクションに所属していた。

## 人物
方言は京都弁、関西弁。
特技はフルート、バスフィッシング。

## 出演
太字はメインキャラクター。

### テレビアニメ
1993年
- スペースオズの冒険（メイド）

1998年
- SHADOW SKILL -影技-（女性ヴァールB）
- バブルガムクライシス TOKYO 2040（1998年 - 1999年）

1999年
- おジャ魔女どれみ シリーズ（1999年 - 2002年、おんぷのママ、プリンの飼い主、トランプのクイーン、バトルピンク） - 4シリーズ
- 下級生（女子生徒、女性客、店員）

2001年
- デジモンテイマーズ（李麻由美、加藤静江）

2002年
- デジモンフロンティア（スワンモン、バーガモンの奥さん）
- HAPPY★LESSON シリーズ（2002年 - 2003年、チトセの母、アナウンス、キャスター、マリ）

2003年
- 明日のナージャ（カトリーヌ）
- 金色のガッシュベル!!（鈴芽の母、モンモン先生）

2004年
- それいけ!ズッコケ三人組（グリーン、久村夏子）
- ファンタジックチルドレン（シノン、グラスの妻）

2005年
- はっぴぃセブン 〜ざ・テレビまんが〜（孝治の母）
- ふたりはプリキュア Max Heart（ブレイブン）
- 蟲師（きぬ）

2006年
- 吉永さん家のガーゴイル（春木屋のおばちゃん、マダム・ヤン 他）

2007年
- ラブ★コン（女性教師、おばさん、マネージャー）

2008年
- Yes!プリキュア5GoGo!（ババロア女王）
- 絶対やれるギリシャ神話（アフロディーテ、ヘレネ、コロニス、セイレーン）

2009年
- アラド戦記〜スラップアップパーティー〜（エルシー）

2014年
- ハピネスチャージプリキュア!（大森ようこ）

2021年
- であいもん（老女）

### 劇場アニメ
- ウルトラマンM78劇場 Love & Peace（1999年）
- 名探偵コナン 迷宮の十字路（2003年、千賀鈴）
- 劇場版 金色のガッシュベル!! メカバルカンの来襲（2005年、モンモン先生）
- 劇場版 どうぶつの森（2006年、あさみ）
- 鬼神伝（2011年、母親）

### 一般向OVA
- エルフ版下級生 あなただけを見つめて…（1997年 - 1998年、女生徒A、案内嬢、テニス部員）
- 同級生2（1998年、野々村美里）
- 同級生2 Special 卒業生（1999年、野々村美里）
- Pia♥キャロットへようこそ!!（1996年）
- Refrain Blue（2000年、津賀島つぐみ）
- HAPPY★LESSON OVAシリーズ（2001年 - 2004年、女子アナ、ナレーション、マネージャーマリ、お天気アナウンサー） - 2作品
- Happy World!（2002年、保健の先生）
- おジャ魔女どれみナ・イ・ショ（2004年、おんぷのママ）
- やなせたかしメルヘン劇場 てんしのぐらたん（2008年、どた・ばたの母）
- 名探偵コナン MAGIC FILE4 大阪お好み焼きオデッセイ（2010年、近所のオバはん）
- サクラカプセル（2014年、優花の弟）

### 成人向アニメ
- YU-NO（1998年 - 1999年、朝倉香織、女たち）
- あしたの雪之丞（2001年）
- 影Shadow（2004年、鴉逗女）

### Webアニメ
- 女子高生信長ちゃん!!（2010年、長池香流）
- 声優刑事（2010年、効果音）
- 中間戦士 Mr.中（2010年、ミスD）
- GREAT PRETENDER razbliuto（2024年、エチオピア料理店のオバサン）

### 一般ゲーム
- 同級生2 セガサターン/PlayStation版（1997年、野々村美里）
- 火焔聖母 〜The Virgin on Megiddo〜（2001年）
- こみっくパーティー ドリームキャスト版（2001年）
- しあわせ★ミルフィーユ♥〜そらからふたごがふってきた!!〜（2001年、マドカ）
- まじかるトワラー・エンジェルラビィ☆（2003年、ナコッタ＝ソルベット）
- F.E.A.R.（2005年、アリス・ウェイド）
- みんなのテニス（2006年、モモコ）
- ロックマンゼクス アドベント（2007年、カイゼミーネ）
- インジャスティス：神々の激突（2013年、ワンダーウーマン）
- SKYRIM（2013年）

### アダルトゲーム
- 白薔薇のなまえ ～ハイパー・ジュエリー・スピリッツ～（1998年、小松川智絵）

### ドラマCD
- ツインビーPARADISE（1993年、女生徒）
- あやかし歌姫かるた外伝 鬼神の唄（2000年、妖少女C、報道レポーター）
- 共鳴せよ!私立轟高校図書委員会（2009年、善場葵）

### 吹き替え

#### 映画
- イルマーレ（2001年）
- 大脳分裂（2001年）
- シャンプー台のむこうに（2002年）
- 奇蹟の詩 サード・ミラクル（2003年）

#### テレビドラマ
- ER X 緊急救命室 #3（2005年、エル・ライザー〈ステフィ・ラインバーグ〉）
- ER XIV 緊急救命室 #5（2009年、ソフィア・グレコ〈ベッキー・オドノヒュー〉）
- 私の期限は49日（2011年、ファジュン）

#### アニメ
- タイニー・トゥーンズ（1992年、ベビーバブス）
- ジャスティス・リーグ（2002年、ワンダーウーマン）
- LEGO® スーパー・ヒーローズ：ジャスティス・リーグ〈クローンとの戦い〉（2015年、ワンダーウーマン/ビザラ）
- LEGO® スーパー・ヒーローズ：ジャスティス・リーグ〈悪の軍団誕生〉（2015年、ワンダーウーマン）
- LEGO® スーパー・ヒーローズ：ジャスティス・リーグ〈ゴッサム大脱出〉（2016年、ワンダーウーマン）

### 番組ナレーション
- 日本人こころの巡礼〜仏像の祈り〜
- わたしのきもち
- 40色のパレット
- BS世界のドキュメンタリー「戦場写真家 ゲルダ・タローの真実」（2022年2月24日、NHK BS1）

### テレビドラマ
- ボイスラッガー 第7話（1999年、女刑事）

### テレビ番組
- 96'聖夜のX'mas行進曲（アシスタント）
- フォークキャンプカフェ（キッズステーション）
- ヒロ内藤のHIT＆HIT（バスフィッシングレポーター、パーフェクトTV）

### 映像商品
- アクアプラスフェスタ2007 IN ヨコハマ（MC担当、2008年4月25日）

### その他コンテンツ
- 小学館 うごくまんがデジコロ「でんぢゃらすじーさん邪」（ナレーション）
- 未来のための供物展 古代エジプト美術から読み解く永遠の生への思い（2011年 - 2012年、日本語ナレーション）

## ディスコグラフィ

### シングル
| 枚  | 発売日        | タイトル            | 規格品番  | 備考                                     |
| --- | ------------- | ------------------- | --------- | ---------------------------------------- |
| 1st | 2000年4月28日 | Every Brand-new Day | KLDA-1004 | テレビアニメ『下級生』オープニングテーマ |

### 企画CD
| 発売日  | 商品名                                                                   | 歌 | 楽曲                                      | 備考                                                           |
| 1997年  | 1997年                                                                   | 1997年 | 1997年                                    | 1997年                                                         |
| ------- | ------------------------------------------------------------------------ | --- | ----------------------------------------- | -------------------------------------------------------------- |
| 9月26日 | エルフ版下級生ミニアルバム 好きといえたら…                               | Pure（安達まり、茶山莉子）                                                                                                 | 「MAPS」                                  |                                                                |
| 9月26日 | エルフ版下級生ミニアルバム 好きといえたら…                               | 安達まり | 「トキメキの行方」                        | OVA『エルフ版 下級生 あなただけを見つめて…』オープニングテーマ |
| 1998年  |                                                                          | |                                           |                                                                |
| 1月21日 | Voice Bloom! 宇宙に届く野望編                                            | Voice Bloom!（中川亜紀子・長沢美樹・佐々木庸子・安達まり・茶山莉子・川上とも子・木村亜希子・小谷伸子・小泉理奈・山口克子） | 「強気の女」 「太陽だいすき」             |                                                                |
| 1月21日 | Voice Bloom! 宇宙に届く野望編                                            | 茶山莉子、安達まり | 「向日葵」                                |                                                                |
| 1月23日 | エルフ版 下級生〜Melody〜                                                | 安達まり | 「モーション」 「思い出は予感に似ている」 | OVA『下級生』関連曲                                            |
| 1月23日 | エルフ版 下級生〜Melody〜                                                | Pure（安達まり、茶山莉子）                                                                                                 | 「Get Into Revolution!」                  | OVA『下級生』関連曲                                            |
| 9月23日 | Week                                                                     | こおろぎさとみ・ショッカーO野・GAL SHOCKER（安達まり・松本美和・そのざきみえ・赤木美絵）                                   | 「電光石火!ミッドナイトヒーロー」         |                                                                |
| 2000年  |                                                                          | |                                           |                                                                |
| 7月21日 | エルフ アニメーションソング・ファイル                                    | 安達まり | 「Every Brand-new Day」                   | テレビアニメ『下級生』オープニングテーマ                       |
| 7月21日 | エルフ アニメーションソング・ファイル                                    | Pure'（安達まり、茶山莉子、柳原みわ）                                                                                      | 「ルーレット・キャンドル」                | テレビアニメ『下級生』第13話エンディングテーマ                 |
| 9月29日 | 西五反田フォークゲリラショー『熱海』                                     | 安達まり | 「京都(熱海・関西ヴァージョン)」          |                                                                |
| 2001年  |                                                                          | |                                           |                                                                |
| 9月29日 | キミへのVictory                                                          | 安達まり、そのざきみえ | 「私はボール」 「恋のスーパーエース」     | OVA『帰ってきたコートの中の天使達』エンディングテーマ          |
| 2003年  |                                                                          | |                                           |                                                                |
| 2月14日 | Pink Pineappleアニメーションソング・ファイル                             | 安達まり | 「Our Destination」                       | OVA『あしたの雪之丞』オープニングテーマ                        |
| 2005年  |                                                                          | |                                           |                                                                |
| 6月22日 | 金色のガッシュベル!! キャラクターソングシリーズ ギャグソングコレクション | モンモン先生（安達まり）                                                                                                   | 「もん・もん」                            | テレビアニメ『金色のガッシュベル!!』関連曲                     |

### CD未収録
- 水時計
- TOMORROW WORLD
- 星の数ほどキスしよう（1997年、成人向OVA『Piaキャロットへようこそ!!』EDテーマ）
- やさしくしてね（1998年、成人向OVA『Piaキャロットへようこそ!!2』EDテーマ）